# Тотинское
Тотинское — озеро в Новолялинском городском округе Свердловской области, в 8 км севернее посёлка Чёрный Яр. Площадь поверхности — 0,12 или 0,15 км².
Из северо-западной части озера, лежащего на высоте 231,4 метра над уровнем моря, вытекает река Тота. Берега окружены лесом, местами заболочены, водится рыба.

## Данные водного реестра
По данным государственного водного реестра России относится к Иртышскому бассейновому округу, водохозяйственный участок реки — Сосьва от истока до в/п деревни Морозково, речной подбассейн реки — Тобол. Речной бассейн реки — Иртыш.
Код водного объекта: 14010502411111200012238.